# Susanne Themlitz
Susanne S.D. Themlitz (Lisboa, 1968) é uma artista plástica com nacionalidade portuguesa e  alemã. Estudou desenho e escultura no AR.CO, entre 1987 e 1993. Completou o mestrado em artes plásticas na Kunstakademie de Dusseldorf, Alemanha, em 1995.

## Arte
O trabalho artístico de Susanne Themlitz convoca estratégias de desenho, escultura, fotografia, video, instalação e pintura.. 
É através destas técnicas que desenvolve um mundo onírico constituído por uma diversidade de famílias de figuras imprevisíveis, imperfeitas e assimétricas em ambientes construídos à medida.

## Colecções
A obra de Susanne Themlitz está presente em colecções de várias entidades privadas e públicas portuguesas e espanholas, entre elas: 
Portugal
- Banco Espírito Santo [11]
- Culturgest (Caixa Geral de Depósitos) [12]
- Câmara Municipal de Lisboa
- Câmara Municipal de Ponte de Sôr
- Colecção Norlinda e José Lima
- Fundação Calouste Gulbenkian [13]
- Fundação Carmona e Costa
- Fundação EDP [14]
- Fundação das Casas de Fronteira e Alorna
- Fundação Ilídio Pinho [15]
- Fundação PLMJ [16]
- Hospital São Francisco de Xavier [17]
- Museu de Arte Contemporânea de Elvas
- Museu de Arte Contemporânea do Funchal [18]
- Museu de Arte Contemporânea de Serralves

Espanha
- Fundação Fernando María Centenera

- MEIAC - Museu Extremenho e Iberoamericano de Arte Contemporânea [19]
- Museu de Arte Moderna de Santander [20]

## Prémios
- 2012 - Desenho, Prémio Brocense, Espanha
- 2007 - Prémio Amadeo de Souza-Cardoso categoria Vídeo com Invertebrate/territory [21]
- 2002 - Video, Festival Internacional de Filmes da Figueira da Foz, Portugal
- 2001 - Escultura, City Desk, Portugal
- 2000 - Video, Dr. Best Foundation, Colónia, Alemanha
- 1999 - Video, Festival de Video de Ovar, Portugal
- 1993 - Desenho, V Bienal das Caldas da Rainha, Portugal